# Почётные граждане Светлограда
Почётные граждане Светлограда — список лиц, имеющий почётное звание почётного гражданина города Светлограда.
Проводится урок «Почётные граждане Светлограда» в городском музее.

## Список почётных граждан
В перечне приводится год награждения, ФИО награждённого, краткая биографическая справка.
| Год  | Гражданин                      | Описание |
| ---- | ------------------------------ | --- |
| 2011 | Берко, Владимир Фёдорович      | Заслуженный юрист Российской Федерации, награждён медалью За заслуги перед судебной системой Российской Федерации II степени                         |
| 1986 | Бранник, Михаил Акимович       | Награждён орденами Октябрьской революции, Знак почёта, медалями За Отвагу, За оборону Севастополя, За оборону Кавказа, За трудовую доблесть,         |
| 1986 | Булавин, Михаил Михайлович     | Герой Социалистического Труда, награждён орденами Ленина (дважды),Трудового Красного Знамени, золотой медалью «Серп и Молот»                         |
| 2005 | Дзюба, Валентина Григорьевна   | Отличник образования СССР,Заслуженный учитель Российской Федерации, награждена медалями За трудовую доблесть, «Ветеран труда»                        |
| 2000 | Дробин, Александр Максимович   | Награждён медалью «Ветеран труда» |
| 2000 | Казначеев, Иван Алексеевич     | Заслуженный инженер РСФСР, Награждён орденами Трудового Красного Знамени, Знак почёта, медалью «Ветеран труда»                                       |
| 2007 | Климова, Александра Михайловна | Заслуженный работник сельского хозяйства РСФСР, награждена орденами Трудового Красного Знамени, Знак почёта, награждена медалью За трудовую доблесть |
| 2011 | Литвинов, Иван Петрович        | Отличник народного просвещения |
| 2002 | Мальцев, Фёдор Филиппович      | Отличник физической культуры и спорта,Ветеран спорта РСФСР, награждён медалями За доблестный труд, «Ветеран труда»                                   |
| 1986 | Нещадимов, Николай Фёдорович   | Награждён почётной грамотой Правительства СССР |
| 1986 | Пономаренко, Анна Григорьевна  | Заслуженный врач РСФСР |
| 2008 | Попов, Семён Семёнович         | Награждён орденами Красной Звезды, Трудового Красного Знамени                                                                                        |
| 1995 | Постный, Леонид Владимирович   | Награждён орденами Трудового Красного Знамени, Почёта, «За заслуги перед Отечеством» IV степени, Преподобного Сергия Радонежского III степени        |
| 2013 | Скакун, Василий Александрович  | Чемпион мира по акробатике,Заслуженный мастер спорта, заслуженный тренер СССР,Заслуженный работник Физической культуры РФ                            |
| 1986 | Степаненко, Пётр Александрович | Ветеран сельской стройки, награждён медалями За доблестный труд, Ветеран труда                                                                       |
| 1998 | Толстой, Иван Антонович        | Герой Социалистического Труда, награждён орденами Ленина (дважды),Трудового Красного Знамени, медалями «Серп и Молот», За доблестный труд            |
| 1986 | Черкасенко, Татьяна Николаевна | Отличник народного просвещения, награждена медалью За доблестный труд                                                                                |
| 2007 | Шматько, Фёдор Тимофеевич      | Отличник здравоохранения, Награждён орденами Ленина, Трудового Красного Знамени, медалями За победу над Германией, Ветеран Труда                     |